# Ding Ning
Ding Ning (Daqing, 20 juni 1990) is een Chinees tafeltennisspeelster. Ze werd in 2011, 2015 en 2017 wereldkampioen enkelspel en in 2017 ook wereldkampioen dubbelspel. Aan de zijde van Guo Yan was ze op het WK 2009 al eens verliezend finaliste in het dubbelspel en dat gebeurde haar in 2011 opnieuw. In beide gevallen was het duo Guo Yue/Li Xiaoxia te sterk. Ding Ning won op 31 oktober 2011 tijdens haar eerste deelname ook de wereldbeker tafeltennis en werd in 2016 olympisch kampioene enkelspel.
Ding Ning won op het Koeweit Open 2009 haar eerste internationale (senioren)titel op de ITTF Pro Tour, nadat ze kort daarvoor op het Denemarken Open samen met dubbelpartner Liu Shiwen al haar eerste Pro Tour-dubbeltitel op haar naam schreef. Met diezelfde Shiwen won ze in 2009 het dubbeltoernooi van de ITTF Pro Tour Grands Finals.
Ding Ning bereikte haar tot op dat moment hoogste positie op de ITTF-wereldranglijst in maart 2011, toen ze opschoof naar de derde plaats.

## Sportieve loopbaan
Ding Ning kreeg privélessen tafeltennis van verschillende coaches voordat ze zich op tienjarige leeftijd aanmeldde bij de Shichahai sportschool in Peking. Onder de indruk van haar natuurlijke talent nam hoofdcoach Zhou Shusen de linkshandige speelster direct op in het team van Beijing Dayang Jiajiao Club. Ding Ning beloonde zijn vertrouwen in 2005 door in haar debuutjaar bij de profs een essentiële rol voor haar team te spelen in de finale om het nationale kampioenschap. Terwijl Peking met 2-0 achterstond tegen de ploeg van Shandong, versloeg ze Jiang Huajun om er 2-1 van te maken, waarna Zhang Yining en Guo Yan alsnog de landstitel naar hun ploeg toe konden haalden.
Onderwijl dat Ding Ning in 2005 al tussen de wereldtoppers stond te ballen, was ze officieel wel nog steeds een jeugdspeler. Dat de Chinese haar leeftijdsgenoten vooralsnog ontgroeid was, bewees ze dat jaar op de wereldkampioenschappen voor junioren in Linz, door daar zowel in het enkel- als dubbelspel de wereldtitel te grijpen.
De Chinese bondscoach achtte Ding Ning in april 2009 capabel genoeg geworden om haar op de wereldkampioenschappen tafeltennis 2009 voor het eerst in te schrijven voor het mondiale enkelspeltoernooi bij de senioren. Daarop kwam ze tot de laatste zestien, waarop haar landgenote en destijds nummer drie van de wereld Li Xiaoxia haar met 4-1 uitschakelde. Op hetzelfde toernooi bereikte Ding Ning niettemin toch voor het eerst een WK-finale voor senioren, toen ze samen met Guo Yan de eindstrijd van het dubbelspel voor vrouwen haalde. Daarin waren Guo Yue en (wederom) Li Xiaoxia met 4-1 te sterk.
Twee jaar later nam Ding Ning persoonlijk revanche door in de enkelspelfinale van het WK 2011 met 4-2 te winnen van diezelfde Li Xiaoxia, op dat moment de nummer één van de wereldranglijst. Ding Ning kwam met 0-3 voor in de games, maar leek de controle over de wedstrijd vervolgens totaal te verliezen. Li Xiaoxia pakte de volgende twee games en leidde in de zesde met 7-2. Ding Ning won daarop niettemin negen punten op rij en daarmee de wereldtitel. Een dag later speelde Ding Ning opnieuw samen met Guo Yan de WK-finale in het dubbelspel, maar die ging met 4-0 wederom naar het duo Li Xiaoxia/Guo Yue.
Ding Ning won op zondag 31 oktober 2011 tijdens haar eerste deelname aan het toernooi de wereldbeker tafeltennis. Ook ditmaal versloeg ze in de finale Li Xiaoxia, deze keer in Singapore, met 4-1. Ding Ning werd hiermee de derde speelster ooit die in één jaar zowel de enkelspeltitel op het WK als de wereldbeker won, na haar landgenotes Zhang Yining en Wang Nan.

## Erelijst
Belangrijkste resultaten:
- Olympisch kampioene enkelspel 2016
- Wereldkampioene enkelspel 2011, 2015, 2017
- Wereldkampioene dubbelspel 2017 (met Liu Shiwen). Ze was verliezend finaliste in 2009, 2011 (beide met Guo Yan), 2013 (met Liu Shiwen) en 2015 (met Li Xiaoxia)
- Wereldbeker tafeltennis enkelspel 2011 en 2014
- Laatste zestien enkelspel wereldkampioenschappen 2009
- Wereldkampioen junioren enkelspel 2005
- Wereldkampioen junioren dubbelspel 2005 (met Peng Xue)
- Verliezend finaliste enkelspel Aziatische jeugdkampioenschappen 2004
- Verliezend finaliste dubbelspel Aziatische jeugdkampioenschappen 2004

ITTF Pro Tour:
Enkelspel:
- Winnares Koeweit Open 2009
- Winnares Oostenrijk Open 2011
- Winnares Women's World Cup 2011

Dubbelspel:
- Winnares ITTF Pro Tour Grands Finals 2009 (met Liu Shiwen) en 2013 (met Li Xiaoxia)
- Winnares Qatar Open 2010 (met Liu Shiwen)
- Winnares Denemarken Open 2009 (met Liu Shiwen)
- Verliezend finaliste Qatar Open 2009 (met Liu Shiwen)
- Verliezend finaliste China Open 2007 (met Liu Shiwen)

1988: Chen Jing ·
1992: Deng Yaping ·
1996: Deng Yaping ·
2000: Wang Nan ·
2004: Zhang Yining ·
2008: Zhang Yining ·
2012: Li Xiaoxia ·
2016: Ding Ning ·
2020: Chen Meng ·
2024: Chen Meng
2008: Guo Yue, Wang Nan, Zhang Yining ·
2012: Ding Ning, Guo Yue, Li Xiaoxia ·
2016: Ding Ning, Li Xiaoxia, Liu Shiwen ·
2020: Chen Meng, Sun Yingsha, Wang Manyu ·
2024: Chen Meng, Sun Yingsha, Wang Manyu